# Anna af Delmenhorst
Anna af Delmenhorst (28. marts 1605 – 12. december 1668) var en tysk grevinde, der var hertuginde af Slesvig-Holsten-Sønderborg fra 1634 til 1653. Hun var datter af grev Anton 2. af Delmenhorst og gift med hertug Hans Christian af Slesvig-Holsten-Sønderborg.

## Biografi
Anna blev født den 28. marts 1605 i Delmenhorst som datter af Grev Anton 2. af Delmenhorst og Sibylle-Elisabeth af Braunschweig-Dannenberg. Hun giftede sig den 4. november 1634 med hertug Hans Christian af Slesvig-Holsten-Sønderborg, en søn af hertug Alexander af Sønderborg. De fik fire børn.
Hertug Hans Christian døde den 30. juni 1653 i Sønderborg. Ved sin død efterlod han sit len i en uhjælpelig gæld og pengenød. Enkehertuginde Anna styrede det som formynderske for sin umyndige søn Christian Adolf, der forlenedes i november 1663. Hun havde sit enkesæde på Gammelgaard og døde den 12. december 1668 i Weimar. Hun blev begravet i gravkapellet på Sønderborg Slot.

## Børn
| Navn                | Født | Død  | Bemærkninger                                                                                         |
| ------------------- | ---- | ---- | --- |
| Dorothea Augusta    | 1636 | 1662 | Gift med Landgrev Georg af Hessen-Lauterbach                                                         |
| Christine Elisabeth | 1638 | 1679 | Gift med Hertug Johan Ernst 2. af Sachsen-Weimar                                                     |
| Hans Frederik       | 1639 | 1649 | |
| Christian Adolf     | 1641 | 1702 | Hertug af Slesvig-Holsten-Sønderborg 1653–1667 Gift 1676 med Eleonore Charlotte af Sachsen-Lauenburg |